# Pedregales Borbollón
Pedregales Borbollón är en ort i Mexiko.   Den ligger i kommunen Nopala de Villagrán och delstaten Hidalgo, i den sydöstra delen av landet, 110 km nordväst om huvudstaden Mexico City. Pedregales Borbollón ligger 2 353 meter över havet och antalet invånare är 130.
Terrängen runt Pedregales Borbollón är platt åt nordväst, men åt sydost är den kuperad. Runt Pedregales Borbollón är det ganska tätbefolkat, med 155 invånare per kvadratkilometer. Närmaste större samhälle är Nopala de Villagran, 9,8 km öster om Pedregales Borbollón. I omgivningarna runt Pedregales Borbollón växer huvudsakligen savannskog.